# Igor Astarloa
Igor Astarloa Askasibar (født 29. marts 1976 i Ermua, Vizcaya) er en spansk tidligere landevejscykelrytter. 
Han slog for alvor igennem internationalt i 2003 da han blev verdensmester i landevejscykling. Han vandt også La Flèche Wallonne den sæson. I 2006 forlod han UCI Continental Circuits-holdet Barloworld til fordel for ProTour-holdet Milram.